# Autostrăzi în Slovacia

Rețeaua de autostrăzi din Slovacia
În funcțiune
În construcție
Planificate

Autostrăzile din Slovacia sunt împărțite în autostrăzi și drumuri expres. 
Aceste drumuri sunt gestionate de compania națională de autostrăzi din Slovacia - NDS, înființată în 2005 și aflată în proprietatea statului. Prima autostradă modernă din Slovacia, care urma să lege Praga de părțile nordice ale Slovaciei, a fost planificată în anii 1930, însă construcția autostrăzilor slovace nu a început până în anii 1970. 
În anul 2021 NDS gestiona și întreținea 508 km de autostrăzi (diaľnica) și 307 km de drumuri expres (rýchlostná cesta).

## Autostrăzi
Autostrăzile din Slovacia, în slovacă diaľnica (prescurtat D), sunt definite ca drumuri cu două benzi în fiecare direcție, cu benzi de urgență. Limita de viteză este de 130 km/h. Indicatoarele lor sunt albe pe fond roșu.
| Semn            | Drumuri europene | Traseu          | Traseu                                      | Traseu              | Lungime totală (km) | În funcțiune (km) | În construcție (km) | Hartă |
| Semn            | Drumuri europene | De la           | Via                                         | La                  | Lungime totală (km) | În funcțiune (km) | În construcție (km) | Hartă |
| --------------- | ---------------- | --------------- | ------------------------------------------- | ------------------- | ------------------- | ----------------- | ------------------- | ----- |
|                 | E50E58 E75E571   | Bratislava      | Trnava - Trenčín - Žilina - Prešov - Košice | Záhor               | 516,4               | 365,8             | 54,5                |       |
|                 | E58E65 E75       | Brodské         | Malacky - Bratislava                        | Čunovo              | 80,5                | 80,5              | -                   |       |
|                 | E75              | Skalite         | Čadca - Žilina                              | Hričovské Podhradie | 60,8                | 34,8              | 5,7                 |       |
|                 | E58              | Jarovce         | Bratislava bypass                           | Devínska Nová Ves   | 47,9                | 5                 | 27,3                |       |
| Lungime totală: | Lungime totală:  | Lungime totală: | Lungime totală:                             | Lungime totală:     | 705,6               | 486,1             | 87,5                |       |

## Drumuri expres
Drumurile expres din Slovacia, în slovacă rýchlostná cesta (prescurtat R), sunt definite ca șosele duble cu standarde mai scăzute decât cele ale unei autostrăzi, dar cu aceleași restricții. Limita de viteză este de 130 km/h. Indicatoarele lor sunt albe pe fond roșu.
| Semn            | Drum european     | Traseu           | Traseu                                     | Traseu          | Lungime totală (km) | Deschis (km) | În construcție (km) | Hartă |
| Semn            | Drum european     | De la            | Via                                        | La              | Lungime totală (km) | Deschis (km) | În construcție (km) | Hartă |
| --------------- | ----------------- | ---------------- | ------------------------------------------ | --------------- | ------------------- | ------------ | ------------------- | ----- |
|                 | E58 E77 E571      | Trnava           | Nitra - Zvolen - Banská Bystrica           | Ružomberok      | 221,4               | 170,0        | 0                   |       |
|                 | E58 E77 E571 E572 | Trenčín          | Prievidza - Zvolen - Lučenec               | Košice          | 303,8*              | 53,6*        | 13,5                |       |
|                 | E58 E77 E572      | Trstená          | Martin - Žiar nad Hronom                   | Šahy            | 200*                | 19,7*        | 0                   |       |
|                 | E50 E58 E71 E371  | Vyšný Komárnik   | Svidník − Prešov - Košice                  | Milhosť         | 73,9*               | 18,8*        | 4,3                 |       |
|                 | E75               | Svrčinovec       |                                            | Svrčinovec      | 2,0                 | 0            | 0                   |       |
|                 |                   | Lysá pod Makytou | Púchov                                     | Beluša          | 25,9                | 2,7          | 0                   |       |
|                 | E575              | Bratislava       | Dunajská Streda - Nové Zámky - Veľký Krtíš | Lučenec         | 218,9               | 0            | 32,2                |       |
|                 |                   | Nitra            | Topoľčany                                  | Hradište        | 54,6                | 0            | 0                   |       |
| Lungime totală: | Lungime totală:   | Lungime totală:  | Lungime totală:                            | Lungime totală: | 1100,5              | 264,8        | 50,0                |       |

* Lungimile drumurilor expres sunt indicate fără porțiunile comune.

## Istoric
| An   | Autostrăzi în funcțiune (km) | Drumuri expres în funcțiune (km) | În construcție (km) |
| ---- | ---------------------------- | -------------------------------- | ------------------- |
| 1971 | 0                            | 0                                | 29,3                |
| 1972 | 0                            | 0                                | 67,0                |
| 1973 | 29,3                         | 0                                | 76,2                |
| 1974 | 29,3                         | 0                                | 76,2                |
| 1975 | 46,1                         | 13,8                             | 73,0                |
| 1976 | 53,3                         | 13,8                             | 80,8                |
| 1977 | 67,6                         | 13,8                             | 68,7                |
| 1978 | 115,6                        | 13,8                             | 52,4                |
| 1979 | 115,6                        | 16,8                             | 49,8                |
| 1980 | 115,6                        | 28,6                             | 53,1                |
| 1981 | 115,6                        | 32,1                             | 49,6                |
| 1982 | 142,7                        | 32,1                             | 37,8                |
| 1983 | 150,1                        | 32,1                             | 54,6                |
| 1984 | 150,1                        | 32,1                             | 65,0                |
| 1985 | 165,2                        | 32,1                             | 51,0                |
| 1986 | 173,1                        | 47,4                             | 27,9                |
| 1987 | 173,1                        | 47,4                             | 35,7                |
| 1988 | 191,9                        | 47,4                             | 21,1                |
| 1989 | 191,9                        | 50,9                             | 17,5                |
| 1990 | 195,4                        | 55,0                             | 5,5                 |

| An   | Autostrăzi în funcțiune (km) | Drumuri expres în funcțiune (km) | În construcție (km) |
| ---- | ---------------------------- | -------------------------------- | ------------------- |
| 1991 | 197,4                        | 55,0                             | 11,2                |
| 1992 | 197,4                        | 55,0                             | 11,2                |
| 1993 | 197,4                        | 55,0                             | 13,9                |
| 1994 | 197,4                        | 55,0                             | 21,4                |
| 1995 | 197,4                        | 57,7                             | 18,7                |
| 1996 | 216,1                        | 57,7                             | 65,2                |
| 1997 | 219,2                        | 57,7                             | 122,2               |
| 1998 | 288,6                        | 69,9                             | 120,9               |
| 1999 | 290,6                        | 69,9                             | 80,6                |
| 2000 | 290,6                        | 77,0                             | 24,3                |
| 2001 | 290,6                        | 77,0                             | 41,5                |
| 2002 | 297,1                        | 77,0                             | 44,0                |
| 2003 | 307,8                        | 89,9                             | 38,5                |
| 2004 | 314,6                        | 95,4                             | 78,5                |
| 2005 | 326,5                        | 98,2                             | 97,2                |
| 2006 | 326,5                        | 119,1                            | 82,5                |
| 2007 | 363,7                        | 125,6                            | 57,8                |
| 2008 | 381,6                        | 128,3                            | 73,1                |
| 2009 | 389,6                        | 138,0                            | 106,4               |
| 2010 | 414,8                        | 153,6                            | 85,0                |

| An   | Autostrăzi în funcțiune (km) | Drumuri expres în funcțiune (km) | În construcție (km) |
| ---- | ---------------------------- | -------------------------------- | ------------------- |
| 2011 | 417,8                        | 205,8                            | 66,0                |
| 2012 | 416,8                        | 212,0                            | 67,8                |
| 2013 | 417,8                        | 227,2                            | 91,5                |
| 2014 | 417,8                        | 232,9                            | 132,2               |
| 2015 | 464,0                        | 245,0                            | 74,0                |
| 2016 | 464,0                        | 254,5                            | 144,8               |
| 2017 | 483,7                        | 262,4                            | 128,3               |
| 2018 |                              |                                  |                     |
| 2019 |                              |                                  |                     |
| 2020 |                              |                                  |                     |
| 2021 |                              |                                  |                     |
| 2022 |                              |                                  |                     |
| 2023 |                              |                                  |                     |
| 2024 |                              |                                  |                     |
| 2025 |                              |                                  |                     |
| 2026 |                              |                                  |                     |
| 2027 |                              |                                  |                     |
| 2028 |                              |                                  |                     |
| 2029 |                              |                                  |                     |
| 2030 |                              |                                  |                     |

## Vezi si
- Rețeaua de drumuri europene